# Dog Days (film 2018)
Dog Days è un film del 2018 diretto da Ken Marino.

## Trama
In una cittadina americana si intrecciano le storie di un gruppo di persone. Vi è il gestore di un canile che deve rilanciare il suo lavoro e chiede aiuto ad una cameriera che fa la volontaria nel suo canile, un chitarrista squattrinato che deve badare al cane della sorella che al momento è occupata ad accudire i suoi due gemelli appena nati, una giornalista appena tradita dal fidanzato che si infatua di un collega, una coppia che non può avere figli che adotta una bambina e un anziano che perde il suo cane ed in suo aiuto accorre un pizza-boy.

 Tutte le avventure dei personaggi si legano tra loro per alcuni momenti e sono tutte legate all'amore per i cani.

## Produzione
Tra agosto e settembre 2017 venne annunciato che Ken Marino avrebbe diretto il film. Le riprese sono iniziate ad ottobre dello stesso anno a Los Angeles.

## Distribuzione
Il film viene distribuito l’8 agosto 2018 nelle sale statunitensi e a settembre dello stesso anno nelle sale italiane.